# Шарифов, Абид Годжа оглы
Абид Годжа оглы Шарифов (азерб. Abid Qoca oğlu Şərifov; род. 6 января 1940, Нуха) — азербайджанский государственный деятель. Заместитель премьер-министра Азербайджана (1995—2018).

## Биография
Абид Шарифов родился 6 января 1940 года в городе Шеки Азербайджанской ССР. В 1962 году окончил Азербайджанский политехнический институт по специальности «инженер-строитель».
Трудовую деятельность начал в Главном строительном управлении города Баку. Работал мастером, прорабом, старшим прорабом, начальником отдела технического производства. В 1972 году назначен начальником 23 строительного управления.
Являлся старшим референтом в Совете министров Азербайджанской ССР, начальником треста «АзерТранспортСтрой».
В 1988 году — начальник проектно-промышленного объединения «АзерТранспДорСтрой».
В 1991 году работал заместителем начальника строительного управления, которое занималось электрификацией железной дороги между городами Черкеской и Капыкуле в Турции. В 1993 году назначен президентом «АзерТранспДорСтрой».
С 1993 года активно контактировал с Гейдаром Алиевым. Под его управлением реконструированы известные архитектурные проекты Баку, такие как здание Азербайджанской филармонии, Президентского аппарата, Министерства национальной безопасности, Президентская резиденция и многие другие.
Заместитель премьер-министра Азербайджана (20 июля 1995 — 21 апреля 2018). Курировал строительство, строительную отрасль, городское хозяйство, транспорт, связь, территориальное развитие регионов страны.
Председатель Государственного комитета строительства и архитектуры Азербайджана (20 июля 1995 — 19 апреля 2001).
В апреле 2017 года проходил экстренное лечение в клинике Израиля в связи с проблемами с сердцем.

## Награды
- Орден «Честь» (5 января 2010, за многолетнюю плодотворную деятельность на государственной службе в Азербайджанской Республике)[13][14]
- Орден «Слава» (6 января 2015, за многолетнюю плодотворную деятельность на государственной службе в Азербайджанской Республике)[15][16]
- Орден «Знак Почёта» (1976)
- Орден Октябрьской Революции (1980)
- Орден Восходящего солнца на большой ленте (2016, Япония)[17]
- Заслуженный строитель Азербайджана
- Почетный транспортный строитель